# Rivière au Caribou
Rivière au Caribou är ett vattendrag i Kanada.   Det ligger i provinsen Québec, i den östra delen av landet, 1 200 km norr om huvudstaden Ottawa.
Trakten runt Rivière au Caribou är nära nog obefolkad, med mindre än två invånare per kvadratkilometer.